# Дом купца Пшеничникова
Здание Педагогического института (Дом купца И. Г. Пшеничникова) — двухэтажное каменное здание с мезонином, построенное в начале 30-х годов XIX века на набережной Рабочей молодёжи Екатеринбурга возле плотины городского пруда. Заказчиком строительства и впоследствии хозяином дома являлся екатеринбургский купец И. Пшеничников.

## История
Первая половина XIX века стала расцветом для Екатеринбурга: в город, ставший горной столицей Урала, стали стекаться деньги, а промышленники и купцы начали активно застраивать его.
В 1830-е годы на набережной Городского пруда Екатеринбурга появились два похожих здания: одно, более величественное и монументальное, принадлежало начальнику горных заводов (Дом Главного начальника горных заводов Хребта Уральского); другое, немного скромнее, было построено по заказу купца И. Пшеничникова. Похожесть двух зданий объясняется тем, что над ними работал один архитектор — Михаил Малахов.
Потомки купца владели этим зданием вплоть до начала XX века. В начале XXI века оно было реконструировано и в настоящее время здесь находится приёмная Президента РФ в Уральском федеральном округе.

## Описание
Двухэтажный дом Пшеничникова выполнен в стиле классицизма первой половины XIX века имеет вытянутую прямоугольную форму с мезонином.
Первый этаж весь горизонтально расшит рустикой. Его украшают небольшие выступы, на одном из которых установлен четырёхколонный портик коринфского ордера, охватывающий второй этаж и доходящий до мезонина. Между этими колоннами расположен балкон, который выделяется своими коваными чугунными решётками. Над окнами первого этажа можно наблюдать замковые камни.
Стены второго этажа гладкие. Здесь выше окон сделаны ниши, полуциркульные за портиком и горизонтальные в боковых частях. Эти ниши заполнены лепниной.

Архитектурные элементы
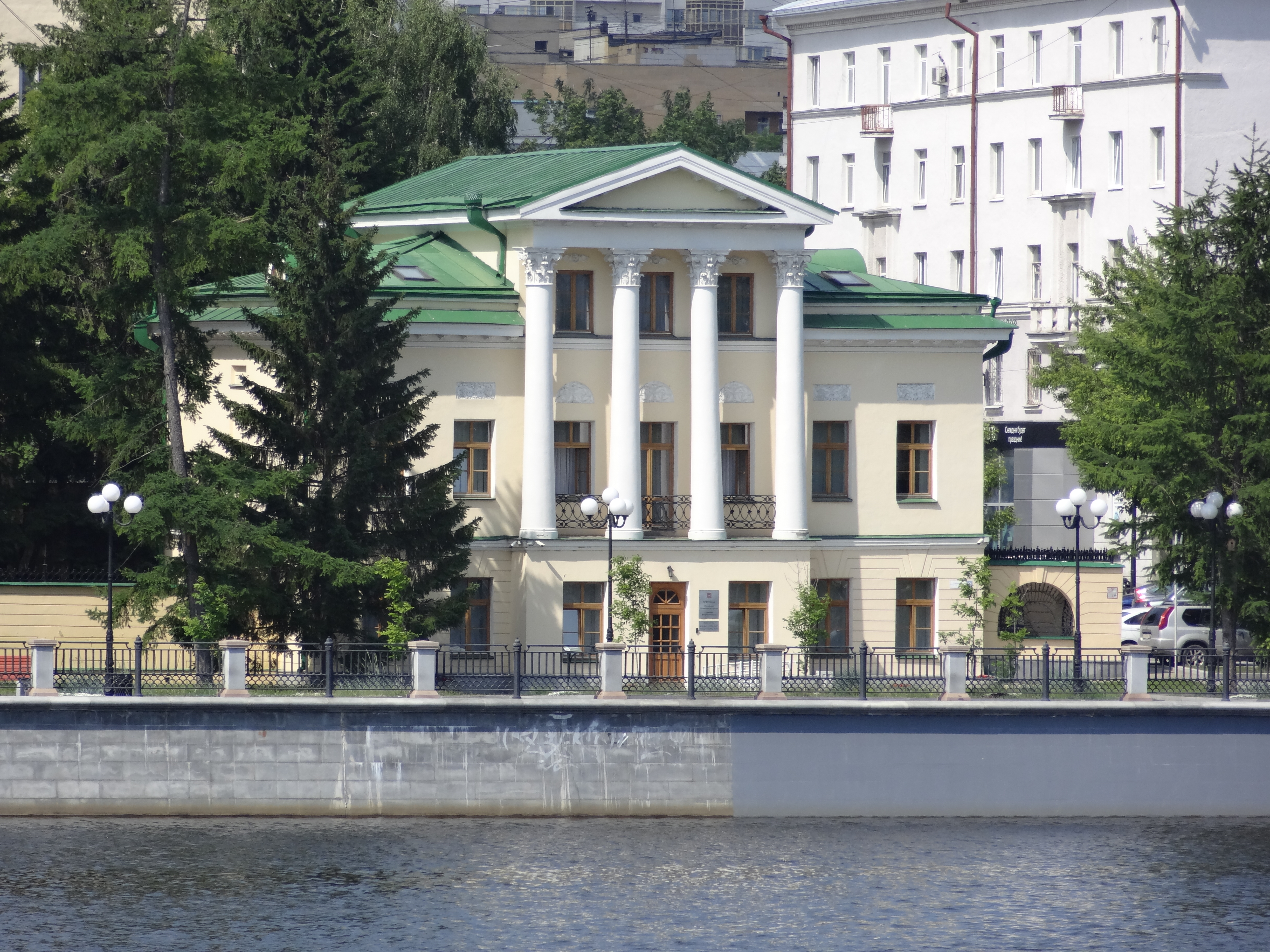
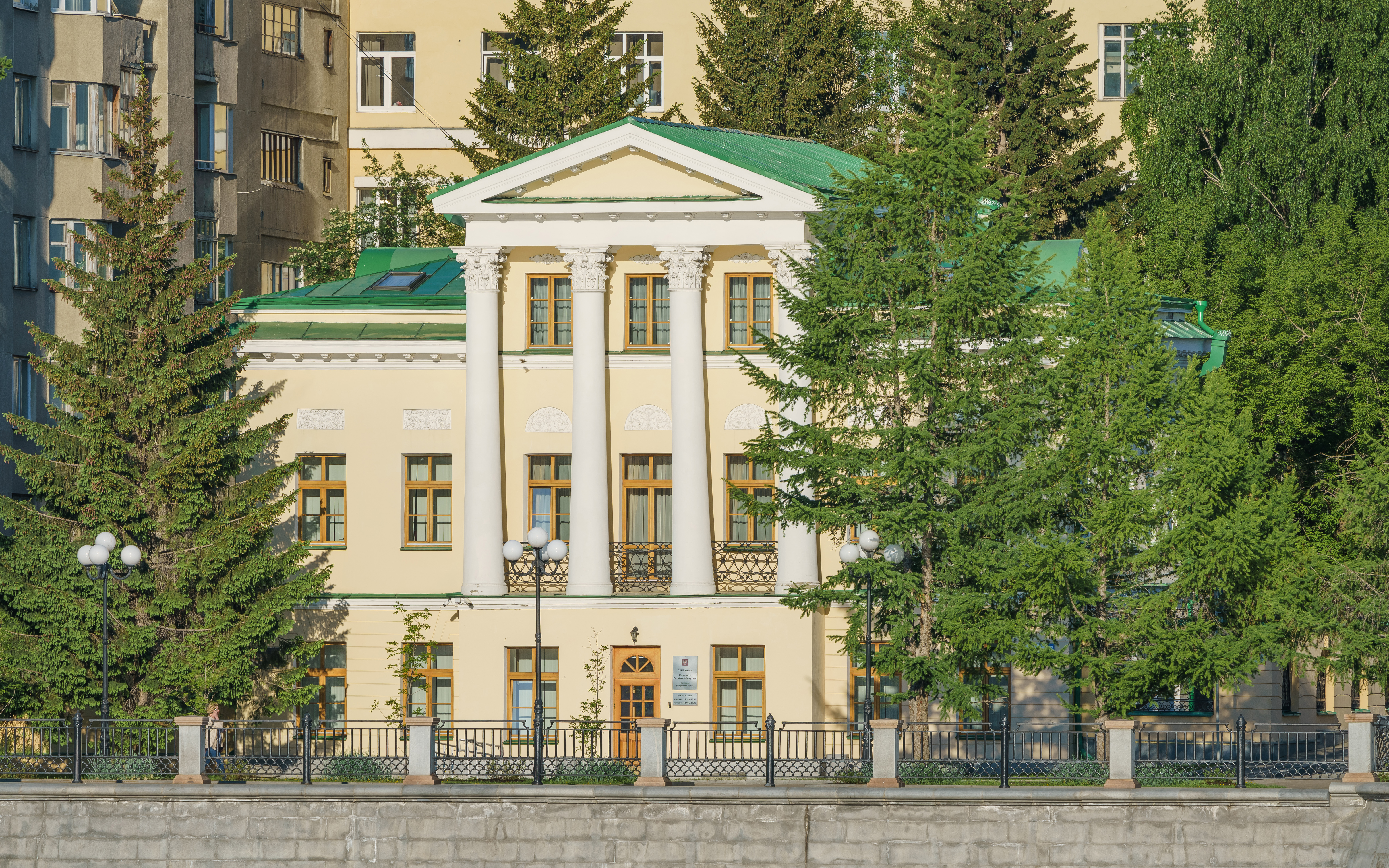
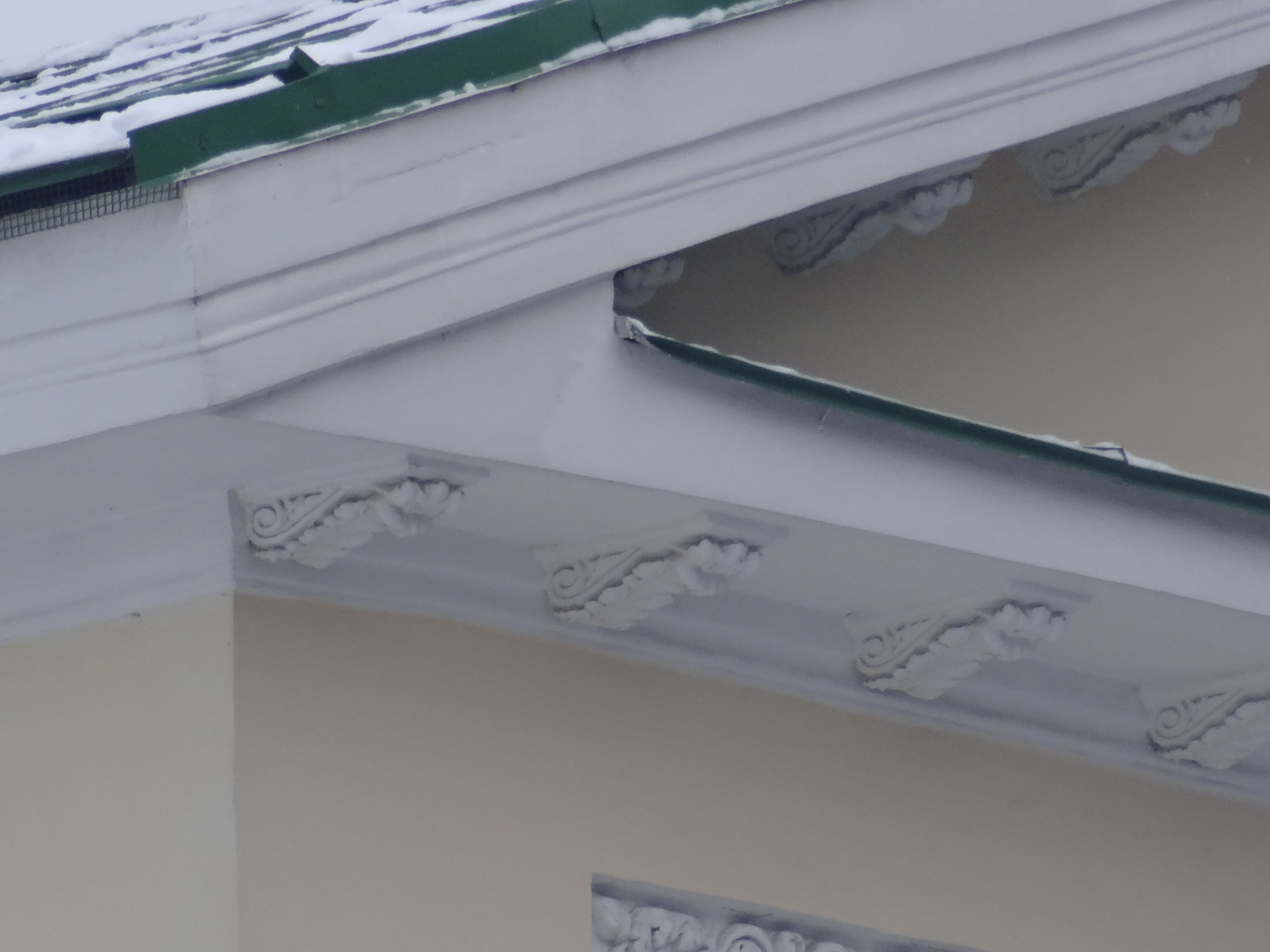
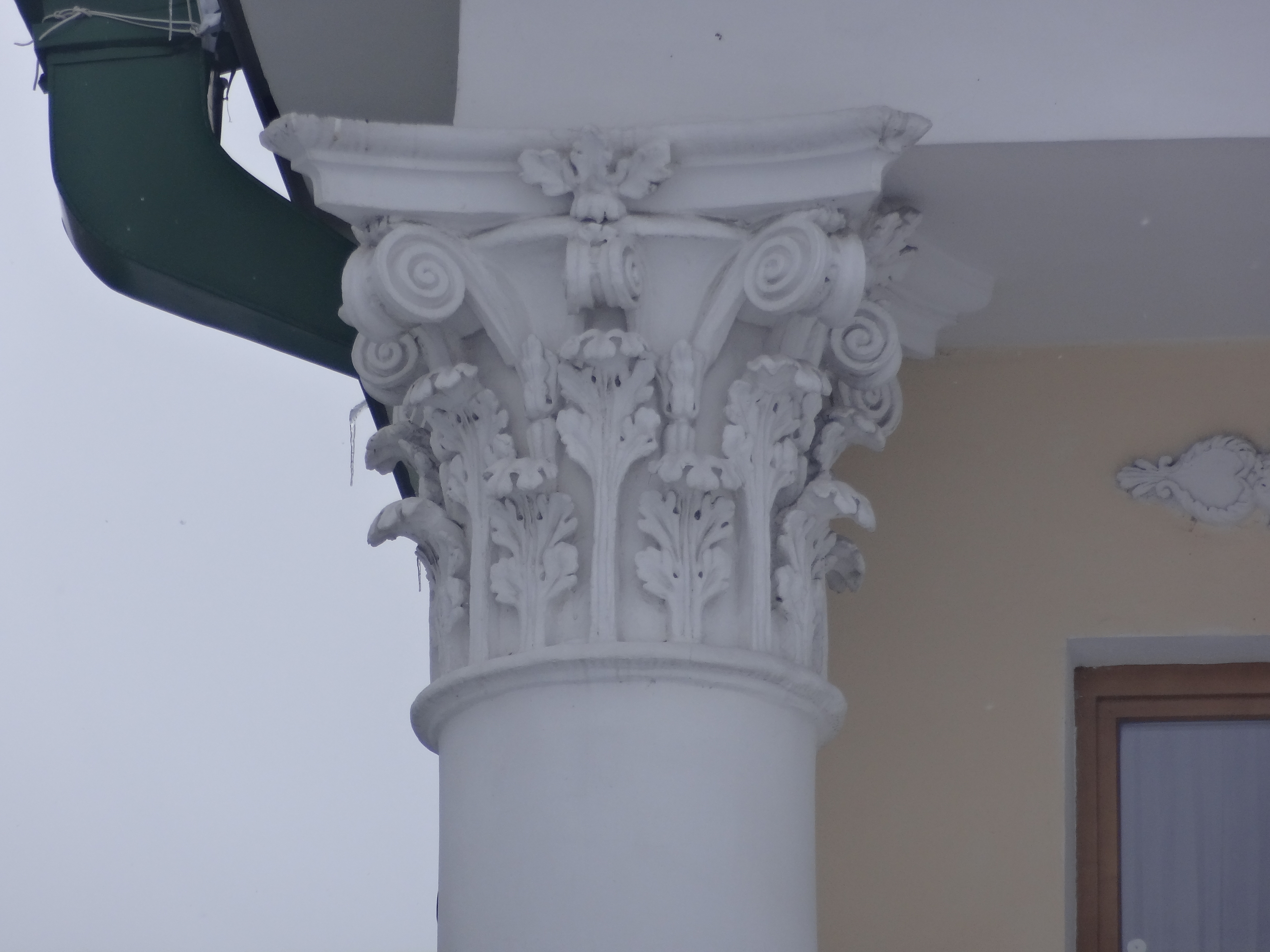
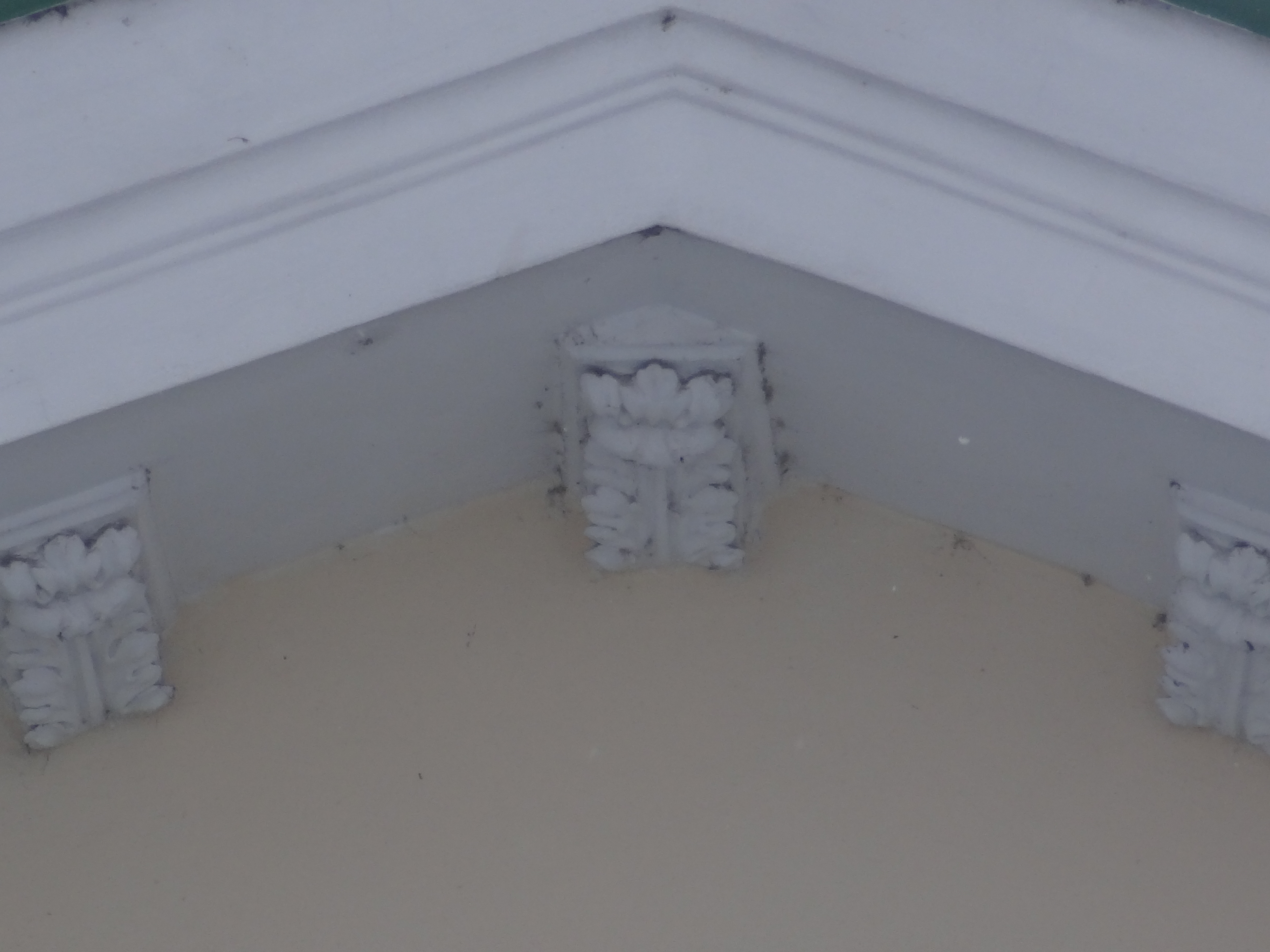
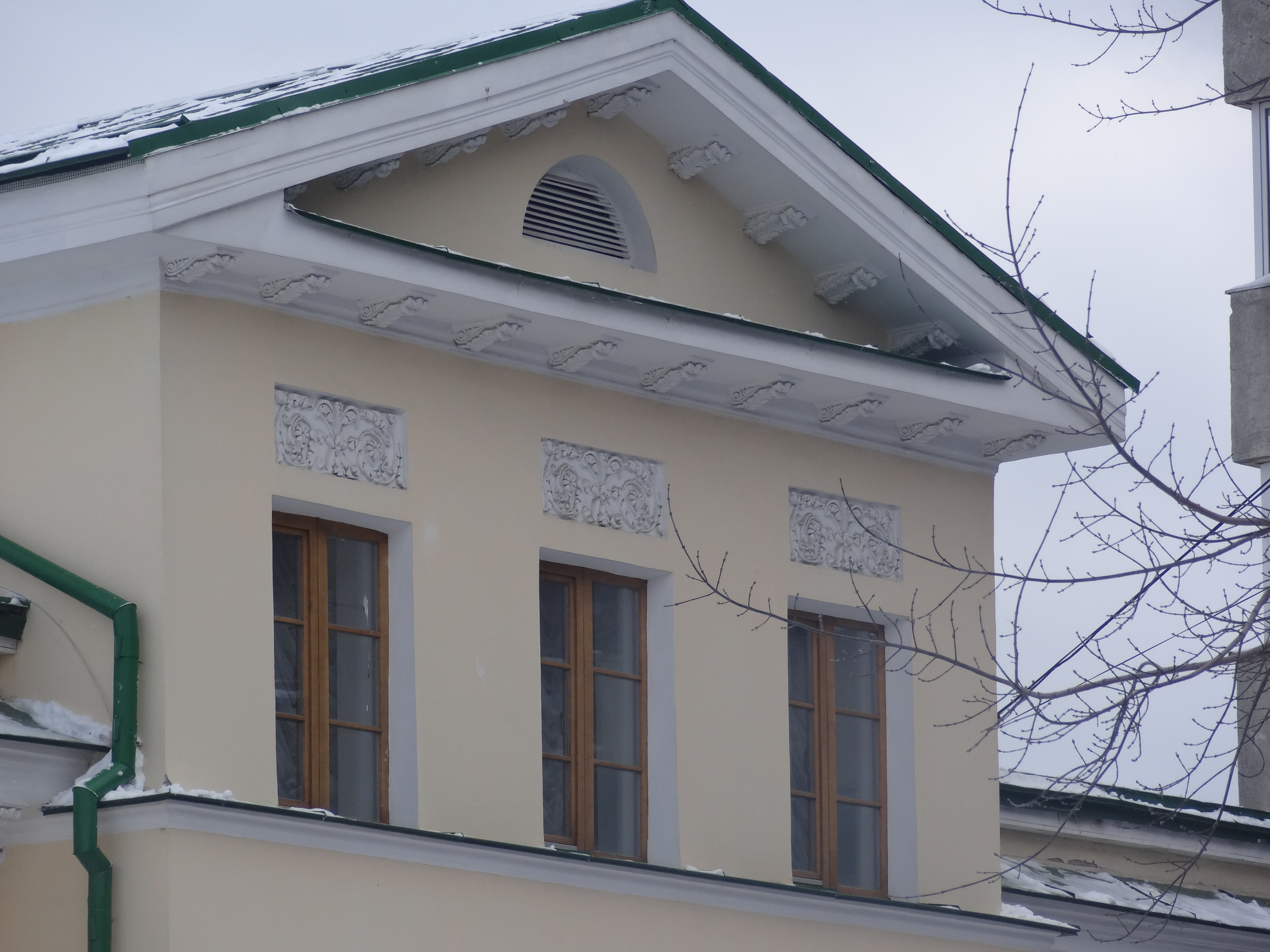
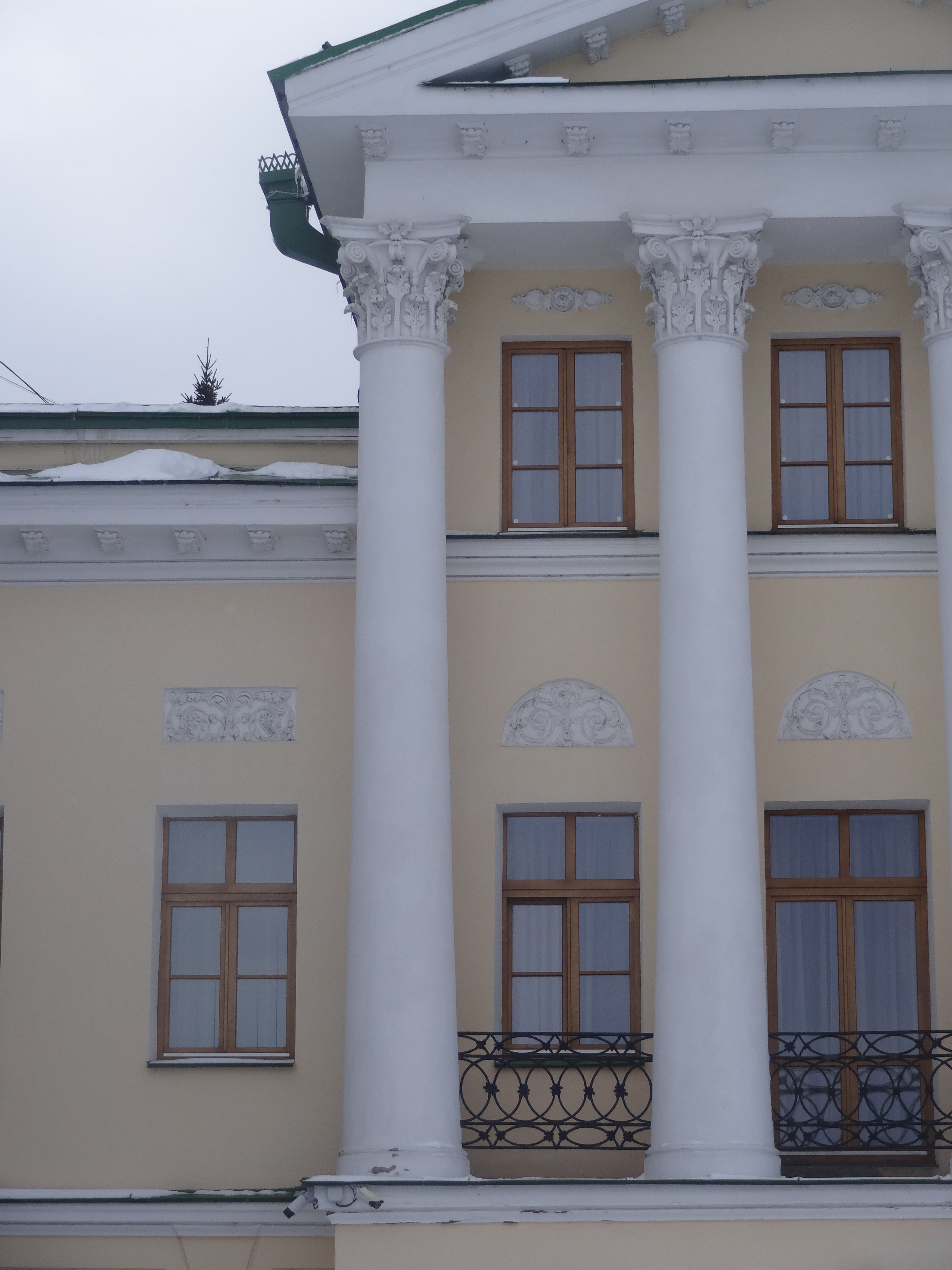